# Parupeneus seychellensis
Parupeneus seychellensis is een straalvinnige vissensoort uit de familie van de zeebarbelen (Mullidae). De wetenschappelijke naam van de soort is voor het eerst geldig gepubliceerd in 1963 door Smith & Smith.